# Mariana Drăguțan
Mariana Drăguțan (Strășeni, 30 de noviembre de 1999) es una deportista moldava que compite en lucha libre.
Ganó una medalla de bronce en el Campeonato Mundial de Lucha de 2023 y tres medallas en el Campeonato Europeo de Lucha entre los años 2022 y 2025.

## Palmarés internacional
| Campeonato Mundial | Campeonato Mundial      | Campeonato Mundial | Campeonato Mundial |
| Año                | Lugar                   | Medalla            | Categoría          |
| ------------------ | ----------------------- | ------------------ | ------------------ |
| 2023               | Belgrado (Serbia)       | Medalla de bronce  | 55 kg              |
| Campeonato Europeo |                         |                    |                    |
| Año                | Lugar                   | Medalla            | Categoría          |
| 2022               | Budapest (Hungría)      | Medalla de bronce  | 55 kg              |
| 2024               | Bucarest (Rumania)      | Medalla de plata   | 55 kg              |
| 2025               | Bratislava (Eslovaquia) | Medalla de bronce  | 55 kg              |